# Çamlıdere, Toroslar
Çamlıdere là một xã thuộc huyện Toroslar, tỉnh Mersin, Thổ Nhĩ Kỳ. Dân số thời điểm năm 2011 là 119 người.